# Brizoides flavipennis
Brizoides flavipennis är en insektsart som beskrevs av Ludwig Redtenbacher 1906. Brizoides flavipennis ingår i släktet Brizoides och familjen Pseudophasmatidae. Inga underarter finns listade.